# Podrečany
Podrečany este o comună slovacă, aflată în districtul Lučenec din regiunea Banská Bystrica. Localitatea se află la altitudinea de 216 m deasupra n.m., se întinde pe o suprafață de 11,62 km2 și în 2017 număra 551 de locuitori.

## Istoric
Localitatea Podrečany este atestată documentar din 1393.

## Demografie
| An:                | 1994 | 2004   | 2014   | 2024    |
| ------------------ | ---- | ------ | ------ | ------- |
| Număr de persoane: | 563  | 599    | 565    | 508     |
| Diferență:         |      | +6,39% | −5,67% | −10,08% |

| An:                | 2023 | 2024   |
| ------------------ | ---- | ------ |
| Număr de persoane: | 519  | 508    |
| Diferență:         |      | −2,11% |